# Cyril Mango
Pour les articles homonymes, voir Mango.
Cyril Alexander Mango, né le 14 avril 1928 à Constantinople et mort le 8 février 2021, est un byzantiniste britannique.

## Notice biographique
Né dans une famille anglo-russe d'Istanbul, frère cadet d'Andrew Mango (1926-2014), historien de la Turquie moderne, il a enseigné l'histoire et la civilisation byzantines au King's College de Londres (1963-1968), l'archéologie byzantine à Dumbarton Oaks (1968-1973), la civilisation byzantine à l'université d'Oxford (1973-95),.

## Publications
- Materials for the Study of the Mosaics of St. Sophia at Istanbul, Dumbarton Oaks Studies n° 8, 1962.
- The Art of the Byzantine Empire (312-1453). Sources and Documents, Englewood Cliffs, Prentice Hall Inc., 1972.
- Architettura bizantina, Milan, Mondadori Electa, 1974 (Traduction française : Architecture byzantine, Paris, Berger-Levrault, 1981).
- Byzantium. The Empire of New Rome, Londres, Weidenfeld and Nicolson + New York, Scribner’s, 1980
- Byzantium and its Image. History and Culture of the Byzantine Empire and its Heritage, Londres, Variorum, 1984.
- Le développement urbain de Constantinople (IVe – VIIe siècle), Paris, De Boccard, 1985 (Travaux et Mémoires du Centre de Recherche d'Histoire et Civilisation de Byzance, Collège de France. Monographie n° 2).
- Studies on Constantinople, Aldershot, Variorum, 1993.
- Hagia Sophia : A Vision for Empires (photos d'Ahmet Ertuğ, textes de Cyril Mango), Istanbul, Ertuğ & Kocabıyık, 1997.
- Chora : The Scroll of Heaven (photos d'Ahmet Ertuğ, textes de Cyril Mango), Istanbul, Ertuğ & Kocabıyık, 2000.

## Éditions de textes
- The Homilies of Photius, Patriarch of Constantinople (traduction anglaise), Dumbarton Oaks Studies n° 3, 1958.
- Nikephoros, Patriarch of Constantinople. Short History (grec et anglais), Corpus Fontium Historiæ Byzantinæ n° 13, Dumbarton Oaks Texts n° 10, 1990.
- The Chronicle of Theophanes Confessor : Byzantine and Near Eastern History (avec Roger Scott, traduction anglaise), Oxford, Clarendon Press, 1997.
- The correspondence of Ignatius the Deacon (grec et anglais), Corpus Fontium Historiæ Byzantinæ n° 39, Dumbarton Oaks Texts n° 11, 1997.
- Melchior Lorich's Panorama of Istanbul (1559) (avec Stéphane Yerasimos), Istanbul, Ertuğ & Kocabıyık, 1999

## Direction d'ouvrage
- The Oxford History of Byzantium, Oxford, Oxford University Press, 2002.